# Śliwiny (województwo świętokrzyskie)
Śliwiny – wieś w Polsce położona w województwie świętokrzyskim, w powiecie kieleckim, w gminie Strawczyn. Miejscowość wchodzi w skład sołectwa Ruda Strawczyńska.
W latach 1975–1998 miejscowość administracyjnie należała do województwa kieleckiego.